# Сойгінське сільське поселення
Со́йгінське сільське поселення (рос. Сойгинское сельское поселение) — муніципальне утворення у складі Алатирського району Чувашії, Росія. Адміністративний центр та єдиний населений пункт — село Сойгіно.

## Населення
Населення — 704 особи (2019, 850 у 2010, 990 у 2002).